# 아키 알레옹
아키 알리옹(Aki Aleong, 1934년 12월 19일 ~ 2025년 6월 22일)은 미국의 가수, 싱어송라이터, 작곡가, 배우, 각본가, 영화 제작자, 음악 제작자이다.
트리니다드 토바고 포트오브스페인에서 태어났다.

## 출연 작품
- 파괴자(영어판) (2015년) - 쿵 역
- 엄브웨키의 모험 (2009년)
- 다크 월드 (2008년)
- 슈퍼히어로 (2008년)
- 미싱 브렌단 (2003년)
- 모래와 안개의 집 (2003년)
- 브리드 어파트 (1998년)
- 블랙 스톰 (1997년)
- 퀘스트 (1996년) - 카오 역
- 케이블 가이 (1996년)
- 집행자 (1994년)
- 데들리 타겟 (1994년)
- 드래곤 (1993년)
- 아웃 포 블러드 (1992년)
- 초보 영웅 컵스 (1992년)
- 왕이여 안녕 (1989년)
- 대특명 3 (1988년)
- 하노이 포로 수용소 (1987년)
- 브이 - TV 시리즈 (1984년)
- 벅스킨 (1968년)
- 제3의 눈 (1963년)
- 네버 소 퓨 (1959년)
- 노 다운 페이먼트 (1957년)